# Белоснежка: Смертельное лето
«Белоснежка: Смертельное лето» (англ. Snow White: A Deadly Summer) — американский фильм ужасов 2012 года, снятый режиссёром Дэвидом ДеКото с Шэнли Касвелл в главной роли.

## Сюжет
Злая мачеха отправляет Белоснежку в летний лагерь с целью избавиться от падчерицы. Семеро её товарищей по несчастью начинают умирать один за другим при загадочных обстоятельствах в лесной глуши, и девушке приходится раскрыть таинственные убийства прежде, чем она сама станет жертвой.

## В ролях
- Шэнли Касвелл — Белоснежка
- Морин Маккормик — Мачеха
- Эрик Робертс — Грант
- Тим Эбелл — Охотник
- Айлин Диц — Лайла
- Джейсон-Шейн Скотт — Марк